# Organização Judiciária
Organização Judiciária é como a justiça é hierarquicamente organizada, a fim de melhor estruturar suas instâncias e evitar conflitos.

## Disciplina do Judiciário
Considerando que organizar significa estruturar; para que um fim seja atingido, faz-se necessário dispor e regularizar os órgãos para que o todo seja harmônico.
Desta forma,  a disciplina do Poder Judiciário, dos seus órgãos principais e auxiliares, no tocante a sua constituição, composição e atribuições, denomina-se Organização Judiciária, de modo que certos magistrados de segundo grau, os Desembargadores Estaduais (no caso da Justiça Estadual).
Na lição de Luiz Rodrigues Wambier :
“As normas de organização judiciária são aquelas que regulam o funcionamento da estrutura do Poder Judiciário, mediante a atribuição de funções e divisão da competência de seus órgãos, singulares ou colegiados, e por meio do regramento de seus serviços auxiliares”. 

## Relevância
A importância do tema está conectada ao funcionamento e a estrutura do Poder Judiciário e, por conseguinte, à garantia constitucional do acesso à Justiça. Por esta razão, é preciso associar o estudo do direito processual ao estudo da organização judiciária.

## Localização das normas
Primeiramente, as normas de organização judiciária estão presentes na Constituição Federal. A Carta Magna é a maior responsável pela distribuição de competências para o exercício do poder do Estado; impõe normas referentes à competência para legislar em tema de organização judiciária.
Em segundo lugar, considerando que cada Estado pode organizar a sua Justiça, o Código de Processo Civil, o Código de Organização Judiciária de cada Estado e o Regimento Interno do Tribunal de Justiça Estadual delinearão a estrutura do Poder Judiciário local.